# 白光商業高等学校
白光商業高等学校（はっこうしょうぎょうこうとうがっこう）とは、かつて奈良県大和高田市内にあった日本の私立高等学校。

## 概要
- 1931年 - 加藤茂が高田速算学校を開校（現在は専門学校の高田ビジネスコンピュータ学校）
- 1951年 - 姉妹校として大和高田商業学校を開校
- 1965年 - 大和高田商業学校の昼間部を母体として白光商業高等学校を開校

- 1969年 - 募集停止（1972年をもって休校）

## 活動実績
- 硬式野球部が奈良県大会に参加していたが、いずれも初戦で敗退[1]。

## 廃止時の所在地
- 奈良県大和高田市根成柿